# Антигуа і Барбуда на літніх Олімпійських іграх 2012
Антигуа і Барбуда на літніх Олімпійських іграх 2012 була представлена у двох видах спорту.